# 1258 w polityce

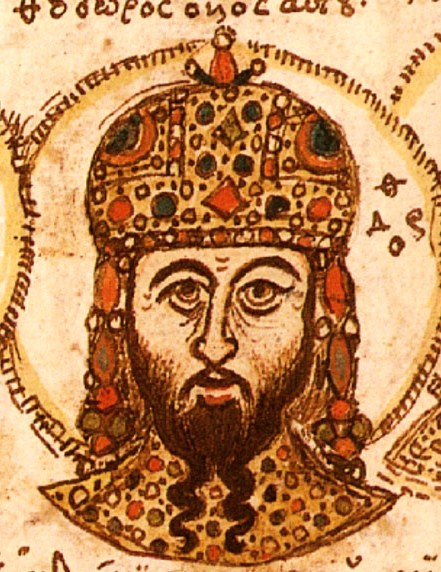
Teodor II Laskarys

Wydarzenia polityczne w 1258 roku.

## Wydarzenia
- Trojnat najechał Mazowsze[1][2].
- Bolesław Pobożny kontynuował wojnę z Kazimierzem kujawskim o Ląd[2].
- Traktat w Corbeil-Essonnes: Francja zrzekła się pretensji do Katalonii, a Aragonia do terenów w południowej Francji[3][4][5].
- Mongołowie z chanem Hulagu na czele zdobyli i złupili Bagdad, koniec panowania Abbasydów[6].
- 11 czerwca Henryk III Plantagenet wydał prowizje oksfordzkie[4][5].

## Zmarli
- 16 sierpnia Teodor II Laskarys, cesarz nicejski[7].